# Mi Sangre
Mi sangre é o terceiro álbum de estúdio do artista musical colombiano Juanes. Lançado em 28 de setembro de 2004 através da Universal Music, repetiu o sucesso comercial de seu trabalho anterior Un día normal (2002). Nos Estados Unidos, alcançou a trigésima terceira colocação da Billboard 200, além da liderança da Latin Albums e Latin Pop Albums. Com vendas estimadas em 739 mil cópias vendidas em território norte-americano, foi certificado disco de platina óctupla pela Recording Industry Association of America (RIAA) e converteu-se como um dos álbuns de música latina mais vendidos no país.

## Alinhamento de faixas
Todas as faixas foram escritas por Juanes.
| N.º | Título                   | Duração |  |
| 1.  | "Ámame"                  | 4:19    |  |
| 2.  | "Para tu amor"           | 4:09    |  |
| 3.  | "Sueños"                 | 3:10    |  |
| 4.  | "La camisa negra"        | 3:36    |  |
| 5.  | "Nada valgo sin tu amor" | 3:16    |  |
| 6.  | "No siento penas"        | 3:53    |  |
| 7.  | "Dámelo"                 | 4:07    |  |
| 8.  | "Lo que me gusta a mí"   | 3:30    |  |
| 9.  | "Rosario tijeras"        | 3:27    |  |
| 10. | "¿Qué pasa?"             | 3:47    |  |
| 11. | "Volverte a ver"         | 3:37    |  |
| 12. | "Tu guardián"            | 4:25    |  |

## Desempenho comercial
| Tabela musical (2004-05)                               | Melhor posição |
| ------------------------------------------------------ | -------------- |
| Alemanha (Media Control Charts)                        | 1              |
| Áustria (Ö3 Austria)                                   | 2              |
| Bélgica (Ultratop) (Valônia)                           | 10             |
| Bélgica (Ultratop) (Flandres)                          | 2              |
| Dinamarca (Hitlisten)                                  | 3              |
| Espanha (Productores de Música de España)              | 2              |
| Estados Unidos (Billboard 200)                         | 33             |
| Estados Unidos (Latin Albums)                          | 1              |
| Estados Unidos (Latin Pop Albums)                      | 1              |
| Finlândia (Suomen virallinen lista)                    | 1              |
| França (Syndicat National de l'Édition Phonographique) | 8              |
| Itália (Federazione Industria Musicale Italiana)       | 11             |
| Noruega (VG-lista)                                     | 7              |
| Países Baixos (MegaCharts)                             | 4              |
| Portugal (Associação Fonográfica Portuguesa)           | 2              |
| Suécia (Sverigetopplistan)                             | 13             |
| Suíça (Schweizer Hitparade)                            | 3              |

| País           | Provedor   | Certificação |
| -------------- | ---------- | ------------ |
| Alemanha       | BVMI       | 3× Ouro      |
| Argentina      | CAPIF      | 2× Platina   |
| Áustria        | IFPI       | Ouro         |
| Bélgica        | BEA        | Ouro         |
| Espanha        | PROMUSICAE | 3× Platina   |
| Estados Unidos | RIAA       | 8× Platina   |
| Finlândia      | IFPI       | Platina      |
| Hungria        | MAHASZ     | Ouro         |
| México         | AMPROFON   | 2× Platina   |
| Países Baixos  | NVPI       | Ouro         |
| Portugal       | AFP        | Platina      |
| Suécia         | GLF        | Ouro         |
| Suíça          | IFPI       | Platina      |
| União Europeia | IFPI       | Platina      |